# Helicops trivittatus
Helicops trivittatus là một loài rắn trong họ Rắn nước. Loài này được Gray mô tả khoa học đầu tiên năm 1849.

## Hình ảnh

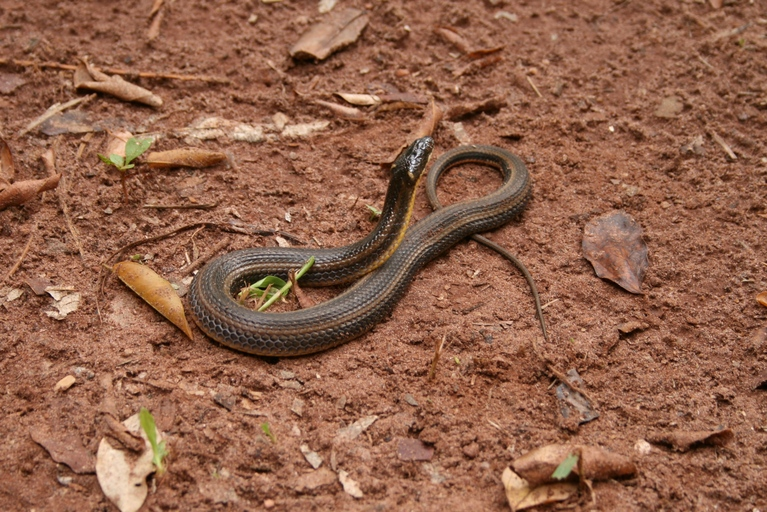
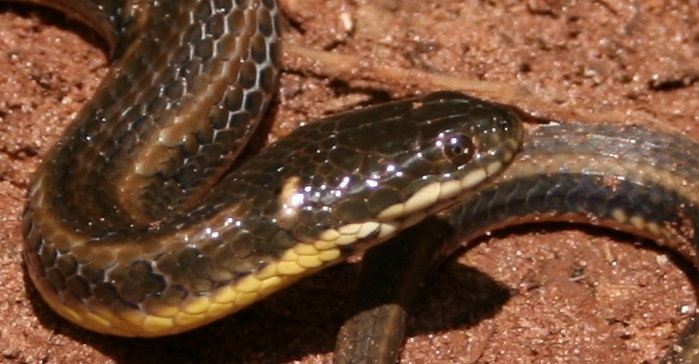
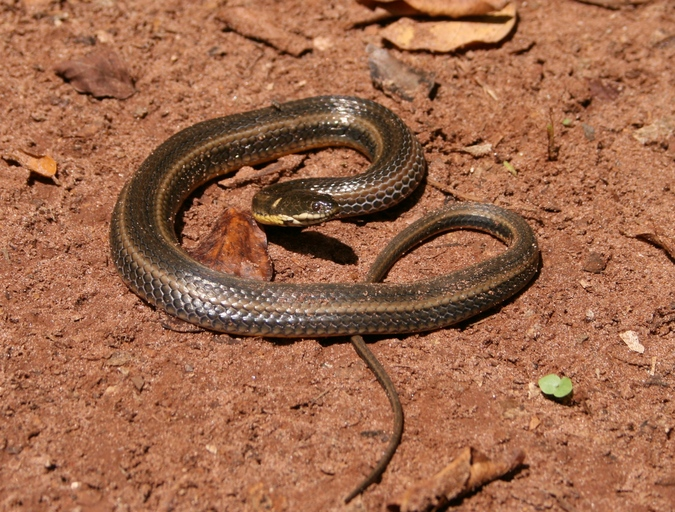
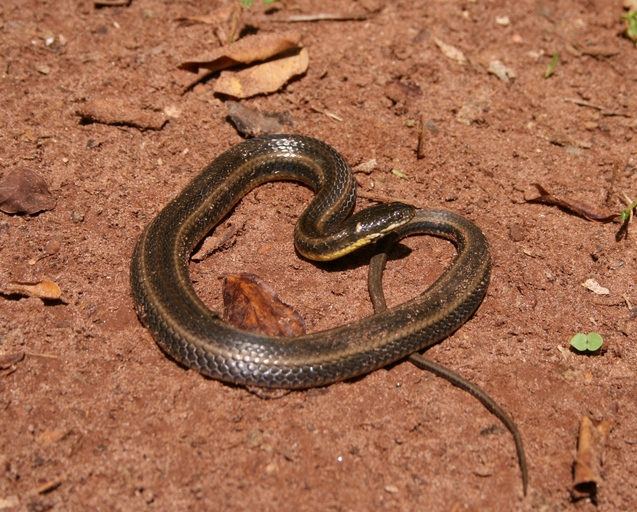